# Chris Gardner

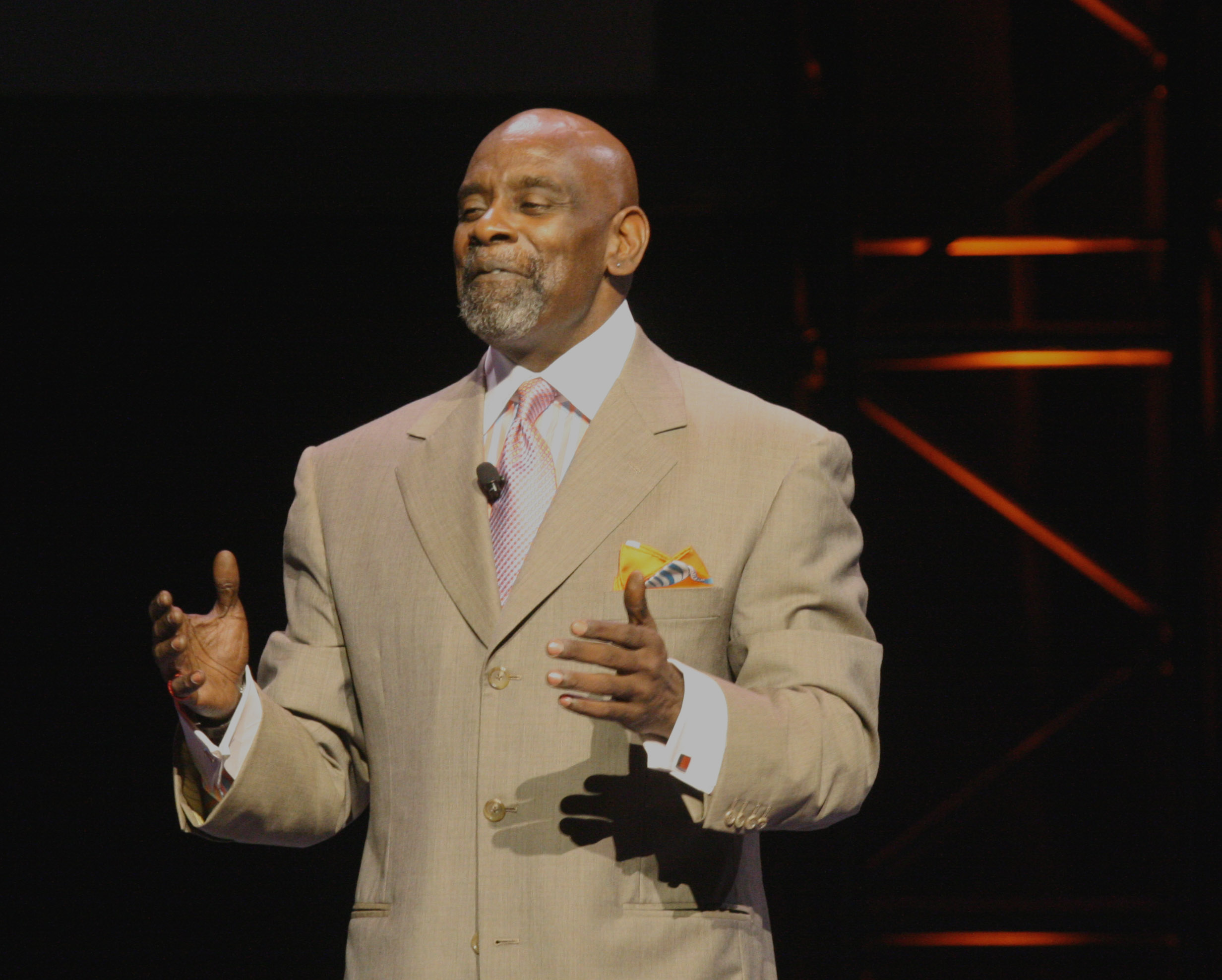
Chris Gardner

Christopher Paul Gardner (* 9. Februar 1954 in Milwaukee, Wisconsin) ist ein US-amerikanischer Broker, der den Aufstieg vom Obdachlosen zum Self-Made-Millionär schaffte.

## Leben und Aufstieg
Chris Gardner wuchs bei seiner Mutter und seinem Stiefvater auf. Durch diverse Umstände musste seine Mutter einige Zeit im Gefängnis verbringen, während er mit seinen Geschwistern in einem Pflegeheim untergebracht wurde. Später trat Gardner in die Navy ein. Nach der Zeit in der Navy arbeitete er als Verkäufer medizinischer Geräte (Knochendichtemessgeräte), die er selten verkaufen konnte. Als er in San Francisco einen Mann namens Bob Bridges traf, der aus seinem roten Ferrari ausstieg, fragte er ihn, ob er ihm zwei Fragen stellen dürfe. „Was tun Sie? Und wie tun Sie es?“ Bob Bridges antwortete, er sei Börsenmakler. Dazu sagte er, müsse man nur mit Zahlen und Kunden umgehen können. Zudem riet er ihm, ein unbezahltes Praktikum in einer Firma zu machen, von der er gehört hatte, und machte ihn mit anderen Broker-Größen bekannt. Während des Praktikums, Anfang der 1980er in San Francisco, fiel Gardner in ein finanzielles Loch. Während er tagsüber zur Arbeit ging, übernachtete er mit seinem kleinen Sohn Christopher fast ein Jahr lang in Obdachlosenheimen und manchmal auch in Toiletten der U-Bahn-Stationen.
Chris Gardner bekam nach der Broker-Ausbildung einen Job und wurde später, mit seiner eigenen Firma Gardner Rich, zum Millionär. Mit der gemeinsam mit Quincy Troupe erstellten Buchfassung seiner Geschichte eroberte er die Spitze der US-Bestsellerliste. Das Buch wurde unter dem Titel Das Streben nach Glück mit Will Smith in der Hauptrolle verfilmt.
„Ich war ein von meiner Familie verlassenes Kind – also würde ich mein eigenes Kind nie im Stich lassen“, sagt Gardner heute im Rückblick. Der Film, an dessen Entstehung er als Berater mitwirkte, habe seine Stimmung und seine damalige Not gut wiedergegeben. In einem Bericht des Senders ABC sagte Chris Gardner: „Mein Kopf gehört meiner Firma, mein Herz gehört meinen Kindern.“
Chris Gardner unterstützt heute zahlreiche Wohltätigkeitsorganisationen, darunter die Glide Memorial United Methodist Church in San Francisco, in der er einst mit seinem Sohn Unterkunft fand. Außerdem hat er dort ein 50-Millionen-Wohn- und Beschäftigungsprojekt für armutsbedrohte und obdachlose Menschen mitfinanziert. In Chicago berät und unterrichtet er Obdachlose.